# Benoitia timida
Benoitia timida är en spindelart som först beskrevs av Jean Victor Audouin 1826.  Benoitia timida ingår i släktet Benoitia och familjen trattspindlar. Inga underarter finns listade.